# Dom Pastora w Łomży
Dom Pastora − dawna plebania nieistniejącej już parafii ewangelicko-augsburskiej. Budynek znajduje się przy ulicy Krzywe Koło 1 w Łomży. W 1986 wpisany do Rejestru zabytków pod numerem A-238.
W 1853 roku Rada Administracyjna Królestwa Polskiego oddała łomżyńskim ewangelikom zniszczony kościół popijarski (wybudowany przez jezuitów w 1732 roku, przejęty następnie przez pijarów, a po kasacie tego zakonu zamieniony na magazyn zboża). Przy wsparciu finansowym m.in. Konsystorza Kościoła Ewangelicko-Augsburskiego w Warszawie, cesarzowej Aleksandry Fiodorowny, kosztem 4600 rubli kościół został odremontowany. Na przełomie 1889 i 1890 roku, na tyłach kościoła postawiono budynek, który pełnił funkcję plebanii ewangelickiej. Obiekt wybudowany przez pastora Kacpra Mikulskiego ze składek społecznych.
24 maja 1899 w budynku plebanii Józef Piłsudski zmienił wyznanie i dokonał konwersji do Kościoła ewangelicko-augsburskiego, aby móc wziąć ślub z Marią Koplewską.
Od 1981 do 2005 w budynku miało swoją siedzibę Muzeum Północno-Mazowieckie w Łomży. Miasto nie inwestowało w niszczejący i opuszczony budynek, gdyż jego zwrotu domagała się parafia ewangelicko-augsburska z Pisza. Kiedy już dom stał się własnością miasta, pojawił się plan dokonania remontu oraz pomysł na jego zagospodarowanie. Po remoncie Dom Pastora ma zamienić się w centrum kulturalno-turystyczne.
Od listopada 2013 trwały prace budowlano-remontowe, które zakończyły się w połowie 2015 roku. Podczas remontu odkryto, że budynek został postawiony na istniejących już wcześniej, kamiennych fundamentach, które mogą pochodzić nawet z XV-XVI wieku. 
Obecnie w budynku mieści się Centrum Aktywności Turystycznej i Kulturalnej „Domek Pastora”.